# Jazzmeia Horn

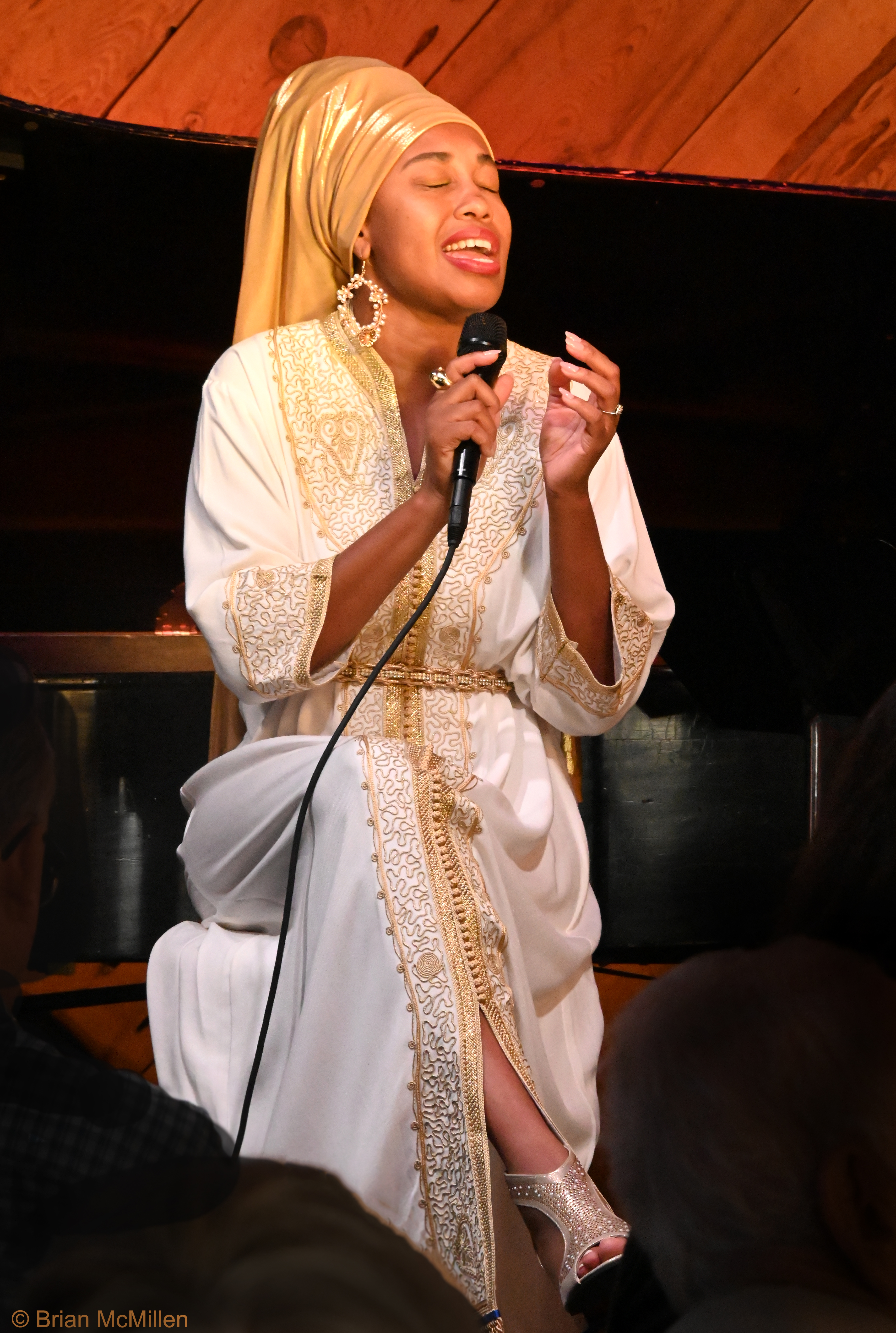
Jazzmeia Horn in 2024.

Jazzmeia Horn (Dallas, 19 april 1991) is een Amerikaanse jazz-zangeres en singer-songwriter.

## Biografie
Horn groeide op in Dallas, Texas, Verenigde Staten. Ze maakte kennis met zingen door haar grootmoeder, die gospelpianiste was. Horn leerde zingen in een gospelkoor.
Ze studeerde aan de Booker T. Washington High School for the Performing and Visual Arts in Dallas. Hier ontwikkelde ze een interesse in jazz en bestudeerde ze het werk van jazzmuzikanten als Sarah Vaughan, Ella Fitzgerald, John Coltrane, Miles Davis, Chet Baker, Nat King Cole en Jimmy Scott. Ze studeerde daarna verder aan de New School for Jazz and Contemporary Music in New York.
In 2017 bracht Horn haar debuutalbum A Social Call uit. Dit album bereikte de top 10 van de Billboard Jazz Albums hitlijst en werd genomineerd voor een Grammy Award in de categorie Best Jazz Vocal Album.
In 2020 bracht Horn een boek uit voor aankomende jazzmusici, met de titel Strive from Within: The Jazzmeia Horn Approach. Ze ging daarna les geven, zowel online als klassikaal.
Horn gaf optredens op onder andere het North Sea Jazz festival en op Jazz in Duketown. In 2023 gaf Horn optredens in Nederland met het Jazz Orchestra of the Concertgebouw, in onder andere het Koninklijk Concertgebouw en Theater Heerlen.

## Muziekstijl
Horn zingt jazz standards en songs uit andere genres, van artiesten als Stevie Wonder en Erykah Badu. Ze wordt vergeleken met jazz-vocalisten als Betty Carter en Sarah Vaughan. Horn's zangstijl wordt omschreven als inventief, en wordt onder meer gekenmerkt door het gebruik van scat en vocalese. Ook zijn er gospelinvloeden te horen in Horn's zang.

## Erkenning en waardering
Horn won de Thelonious Monk Institute International Jazz Competition en de Sarah Vaughan International Jazz Vocal Competition. Jazztijdschrift Downbeat riep Horn in 2018 uit tot Rising Star in de categorie Female Vocalist. Horn's eerste drie albums werden genomineerd voor een Grammy-award.
De New York Times noemde Horn de meest besproken artiest sinds de doorbraak van Cécile McLorin Salvant en Gregory Porter. 

## Albums
| Jaar | Album             | Label                  |
| ---- | ----------------- | ---------------------- |
| 2017 | A Social Call     | Prestige Records       |
| 2019 | Love & Liberation | Concord Jazz           |
| 2021 | Dear Love         | Empress Legacy Records |
| 2024 | Messages          | Empress Legacy Records |